# Terthrothrips bruesi
Terthrothrips bruesi är en insektsart som först beskrevs av Ian A. Hood 1955.  Terthrothrips bruesi ingår i släktet Terthrothrips och familjen rörtripsar. Inga underarter finns listade i Catalogue of Life.